# Bugatti Chiron
El Bugatti Chiron es un automóvil superdeportivo cupé de dos puertas biplaza, con motor central-trasero montado longitudinalmente y de tracción integral, diseñado y desarrollado por Bugatti Automobiles S.A.S. subsidiaria del Grupo Volkswagen. Fue presentado en el Salón del Automóvil de Ginebra 2016 como el sucesor del Bugatti Veyron.
Su producción estaba limitada a 500 unidades, de las cuales 120 ya habían sido vendidas a un precio de 2 400 000 de € cada una como mínimo sin contar impuestos, es decir, alrededor de 1 900 000 de £ o US$2 900 000 (equivalente a $3 681 697 en 2023).
En octubre de 2021, se anunciaba el lanzamiento de los últimos 40 ejemplares, que serían una mezcla entre las variantes Chiron Super Sport y Pur Sport, con lo que llegaba al final de su etapa de producción.

## Nomenclatura
El nombre del automóvil es en honor al piloto monegasco Louis Chiron, quien compitió para la marca entre los años 1920 y 1930. Chiron fue el ganador del Gran Premio de Francia de 1931 pilotando un Type 51.

## Diseño

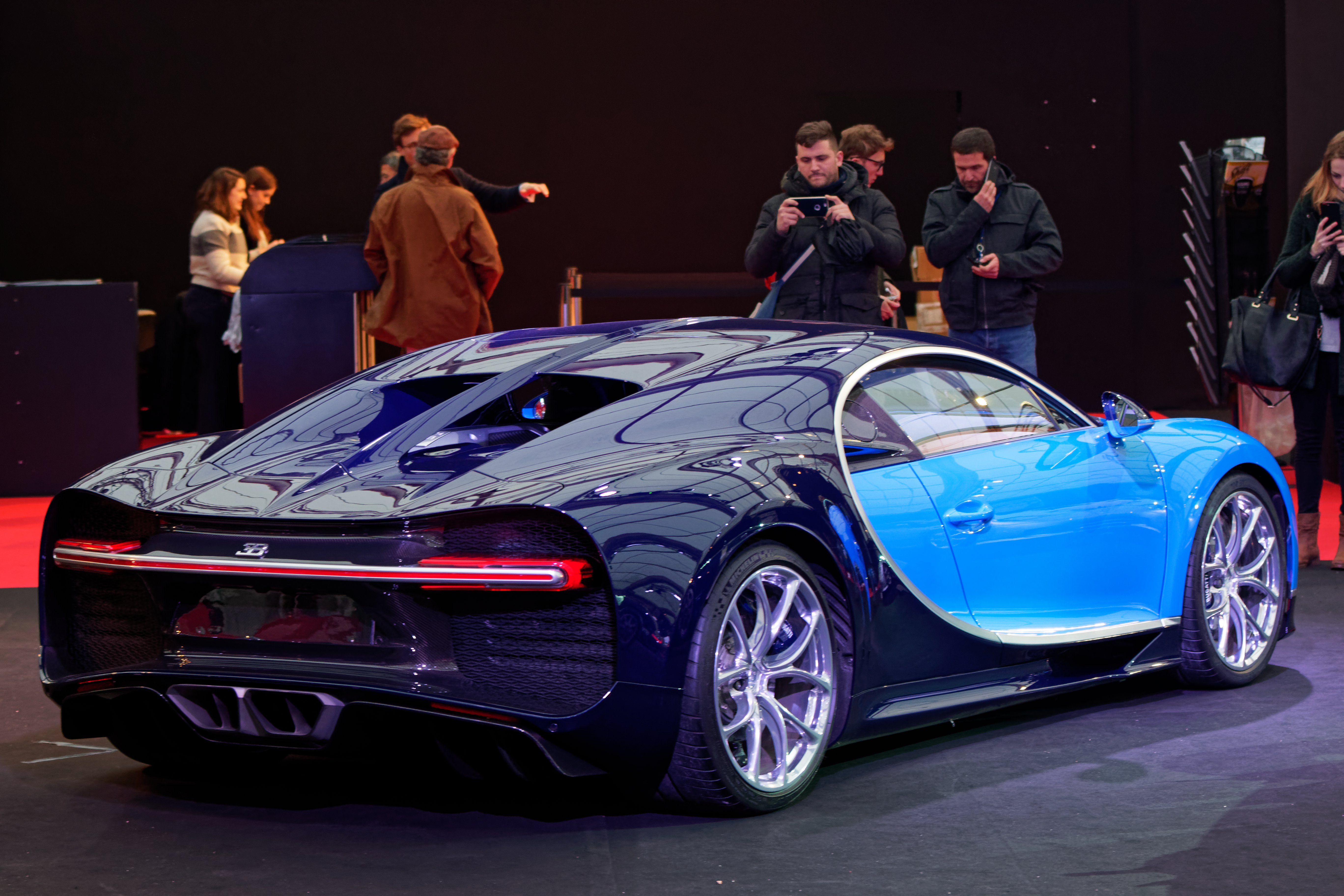
Vista trasera de un modelo 2017 en la casa de subastas RM Sotheby's en Los Inválidos, París en 2018.

Es similar al prototipo presentado en el Salón del Automóvil de Fráncfort. Es un coche muy bajo con unas ópticas led de un aspecto más agresivo y maduro que el Veyron. Presenta unas curvas musculosas con un perfil lateral que hace recordar al Type 57 Atlantic, con formas clásicas.
Su enorme difusor trasero que parece inspirado en un automóvil de carreras y una firma lumínica muy característica: una enorme barra horizontal de leds de 1,6 m (63,0 pulgadas) de ancho. Al igual que el Veyron, cuenta con un spoiler que se eleva en función de las necesidades aerodinámicas, actuando como aerofreno.
Su habitáculo interior es muy sencillo, muy simple, incluso minimalista, sin dejar a un lado una calidad de terminación al máximo nivel. La consola central solamente agrupa los controles de climatización, en una fina barra de fibra de carbono, junto a una palanca de cambios convencional.
La instrumentación es sencilla con un velocímetro analógico en posición central, inmóvil, cuya escala llega hasta los 500 km/h (311 mph). A sus lados, dos pantallas TFT con información sobre los modos de conducción e info entretenimiento, así como el clásico potenciómetro que llega hasta los 1500 CV (1479 HP; 1103 kW). El volante presenta un “manettino” incorporado para sus diferentes modos de conducción y un botón de "Launch Control".

## Especificaciones

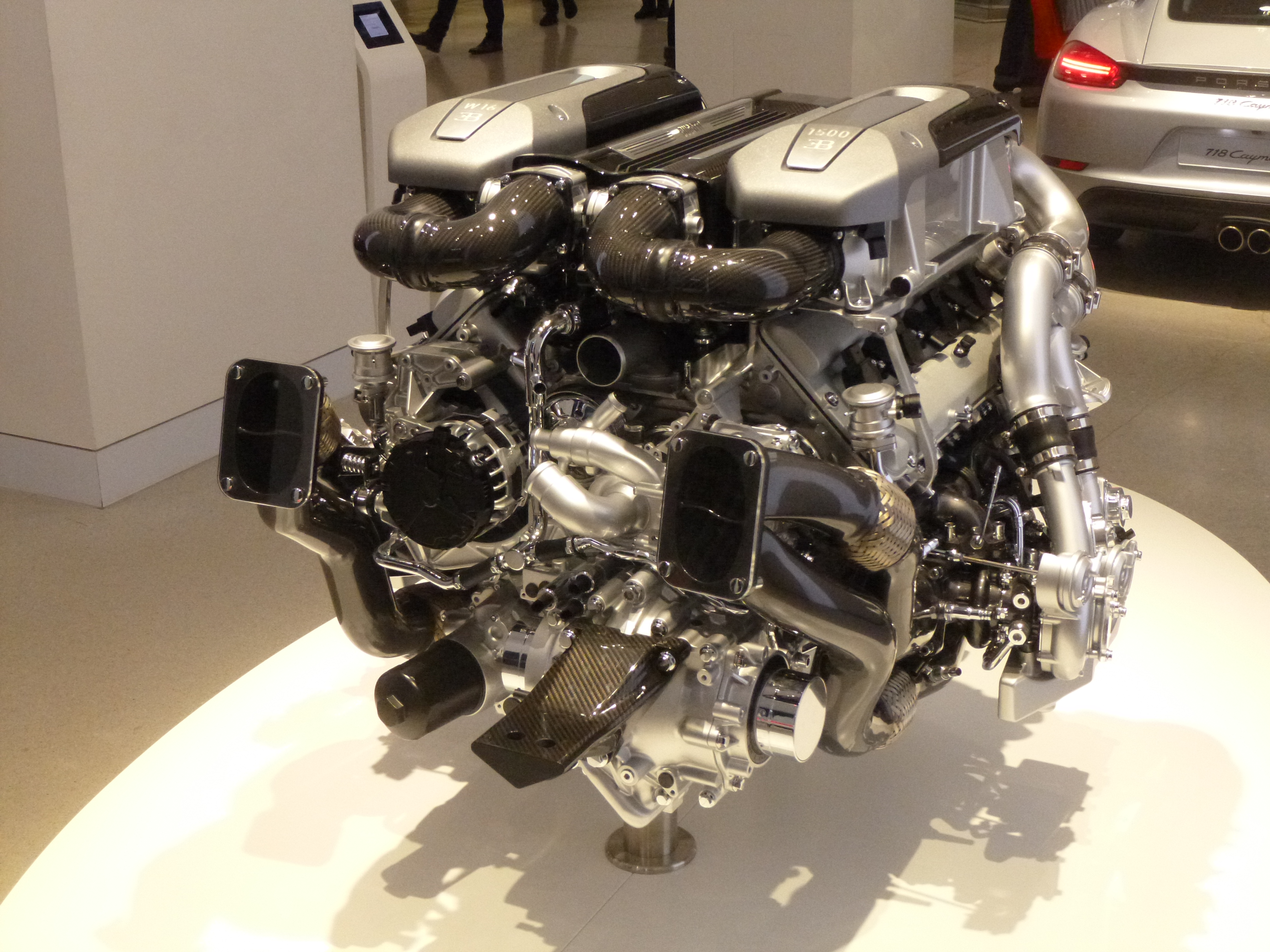
Motor W16 del Chiron.

Tiene una estructura de carrocería y chasis monocasco de fibra de carbono, suspensión independiente, un sistema de tracción en las cuatro ruedas y frenos de disco de 420 mm (16,5 pulgadas) de diámetro, con pinzas de titanio de ocho pistones en el eje delantero.
Tiene el mismo motor W16 a 90° sobrealimentado por cuádruples turbocompresores de 7993 cm³ (8 L; 487,8 plg³) que su predecesor el Veyron, con un diámetro x carrera de 86 x 86 mm (3,39 x 3,39 plg), pero con la potencia incrementada a 1500 CV (1479 HP; 1103 kW) a las 6700 rpm y un par máximo de 1600 N·m (1180 lb·pie) a las 2000-6000 rpm, que gracias a un control electrónico, le permite entrar en acción desde las 3800 rpm.
Su motor de turbos tipo twin-scroll con un actuador eléctrico, un nuevo sistema de escape, gestión electrónica y admisión de fibra de carbono, está acoplado a una caja de cambios de doble embrague "DSG" de 7 velocidades, la cual es muy diferente a la de un Volkswagen Polo.
Acelera de 0 a 100 km/h (62 mph) en 2.5 segundos, según el fabricante; de 0 a 200 km/h (124 mph) en 6.5 segundos; y de 0 a 300 km/h (186 mph) en 13.6 segundos. Su velocidad máxima es de 380 km/h (236 mph) en modo normal, aunque con una segunda llave se puede desbloquear el modo velocidad máxima (“top speed”), con la cual alcanza los 420 km/h (261 mph). Cabe destacar que en este modo, se bloquea automáticamente si el volante gira un cuarto de vuelta. Se comentó en su presentación que si el cliente lo solicitaba, se podría quitar el limitador de 420 km/h (261 mph) para superarlos con holgura, ya que se hablaba de cifras cercanas a los 500 km/h (311 mph). No obstante, Bugatti todavía no lo permitía debido a la falta de progreso en tecnología de neumáticos, aunque posteriormente, en 2017 Michelin logró desarrollar unos capaces de catapultar las dos toneladas de peso a 458 km/h (285 mph). En agosto de 2019, logró rebasar los 490 km/h (304 mph) en la pista de pruebas del Grupo Volkswagen de Ehra-Lessien, en el norte de Alemania, con el piloto de pruebas de la marca Andy Wallace al volante, equipado con unos neumáticos Michelin Pilot Sport Cup 2 desarrollados específicamente para el Chiron, con medidas 285/30 R20 pulgadas (50,8 cm) (99Y) para sus ruedas delanteras y 355/25 R21 pulgadas (53,3 cm) (107Y) para las traseras, demostrando su verdadero potencial y convirtiéndose en el coche de fabricación en serie más rápido del mundo.

“Estamos muy orgullosos de haber formado parte de este récord, que es fruto de la relación que Michelin y Bugatti mantienen desde hace casi 20 años. Gracias a este espíritu y a la confianza acumulada durante este tiempo, Michelin pudo desarrollar los neumáticos como equipo original para el Chiron...”
declaró: Pierre Chandezon, responsable del equipo de desarrollo de neumáticos Michelin para Bugatti.

A toda velocidad, el tanque de combustible de 100 litros (26,4 galAm) estaría vacío en ocho minutos, es decir, consumiría 190 litros (50,2 galAm) por 100 km (62,1 millas), lo cual se traduce en unas emisiones de CO2 de 4,5 kg (9,9 libras)/km.
En cuanto a su consumo homologado en el ciclo combinado de la Agencia de Protección Ambiental de los Estados Unidos (EPA), ha sido de 21,4 L/100 km (4,7 km/L; 11,0 mpgAm), lo cual es bastante bueno tomando en cuenta el enorme motor que tiene. Esta ligera mejora con respecto al Veyron, se ha conseguido con un sistema de desactivación de la mitad de los cilindros, la mejora de la inyección directa de combustible y el uso de turbocompresores con actuador eléctrico. En autopista consigue 16,8 L/100 km (6 km/L; 14,0 mpgAm), mientras que el consumo urbano es de 26,1 L/100 km (3,8 km/L; 9 mpgAm). Aunque la homologación hecha por la EPA es mucho más realista que la del ciclo NEDC Europeo, los consumos que afirma Bugatti serían muy difíciles de reproducir en condiciones reales.

## Variantes

### Chiron Sport

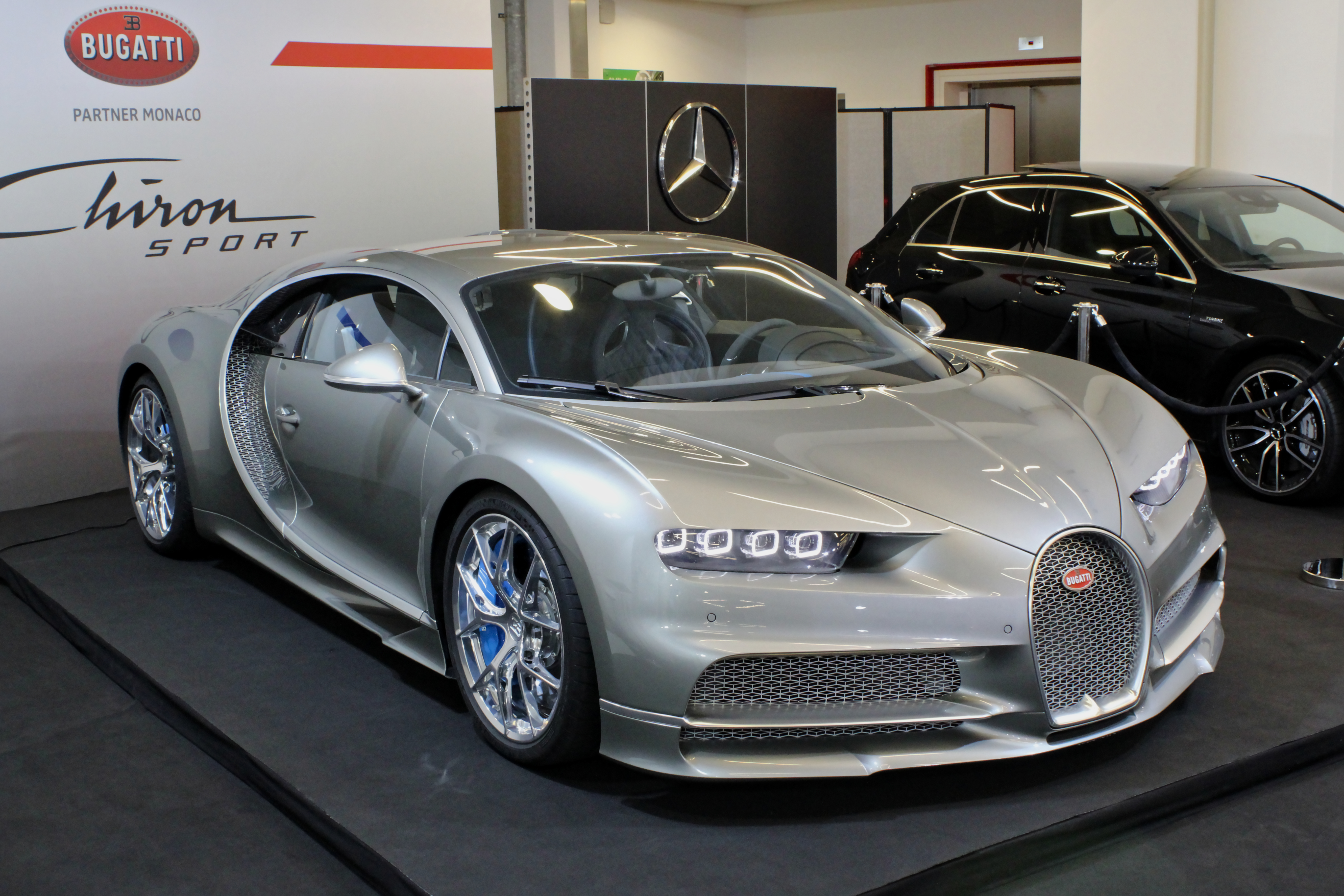
Chiron Sport en el Top Marques de Mónaco en 2019.

El Bugatti Chiron Sport se presentó en el Salón del automóvil de Ginebra de 2018, el cual es una versión mejorada del Chiron normal, más ágil y dinámico, que gracias a un “dynamic handling package”, por primera vez cuenta con unos limpiaparabrisas aerodinámicos y la protección del intercooler fabricados en fibra de carbono, lo que da como resultado que el peso del conjunto se vea reducido en 18 kg (40 libras).
Se ha modificado el chasis como una suspensión un 10% más rígida, un sistema de dirección optimizado y un diferencial trasero con reparto del par vectorial entre las ruedas traseras, ofreciendo un paso por curva mejorado y una dinámica que destaca por encima del modelo estándar, lo que da como resultado una mejora de 5 segundos en el Circuito de Nardò en Italia.
Se distingue del modelo estándar por dos tonos que contrastan: uno de ellos en color gris carbono y el segundo un rojo denominado “Italian Red”, un azul “French Racing Blue”, plateado “Gris Rafale” y gris oscuro “Gun Powder”. El rojo se extiende a las pinzas (cálipers) de freno y a otros elementos de la carrocería. En el habitáculo interior, el color predominante del acabado es el negro, incluyendo el botón de arranque como el selector de modos, con algunos detalles en rojo y con materiales como el cuero y alcantara, además de un toque de fibra de carbono. También aparecen unas placas identificativas.
El motor no presenta cambios, por lo que sigue siendo el mismo.
Su precio base es de 2 650 000 €, cuyos primeros ejemplares serían entregados a finales de 2018.

#### 110 Ans Edition

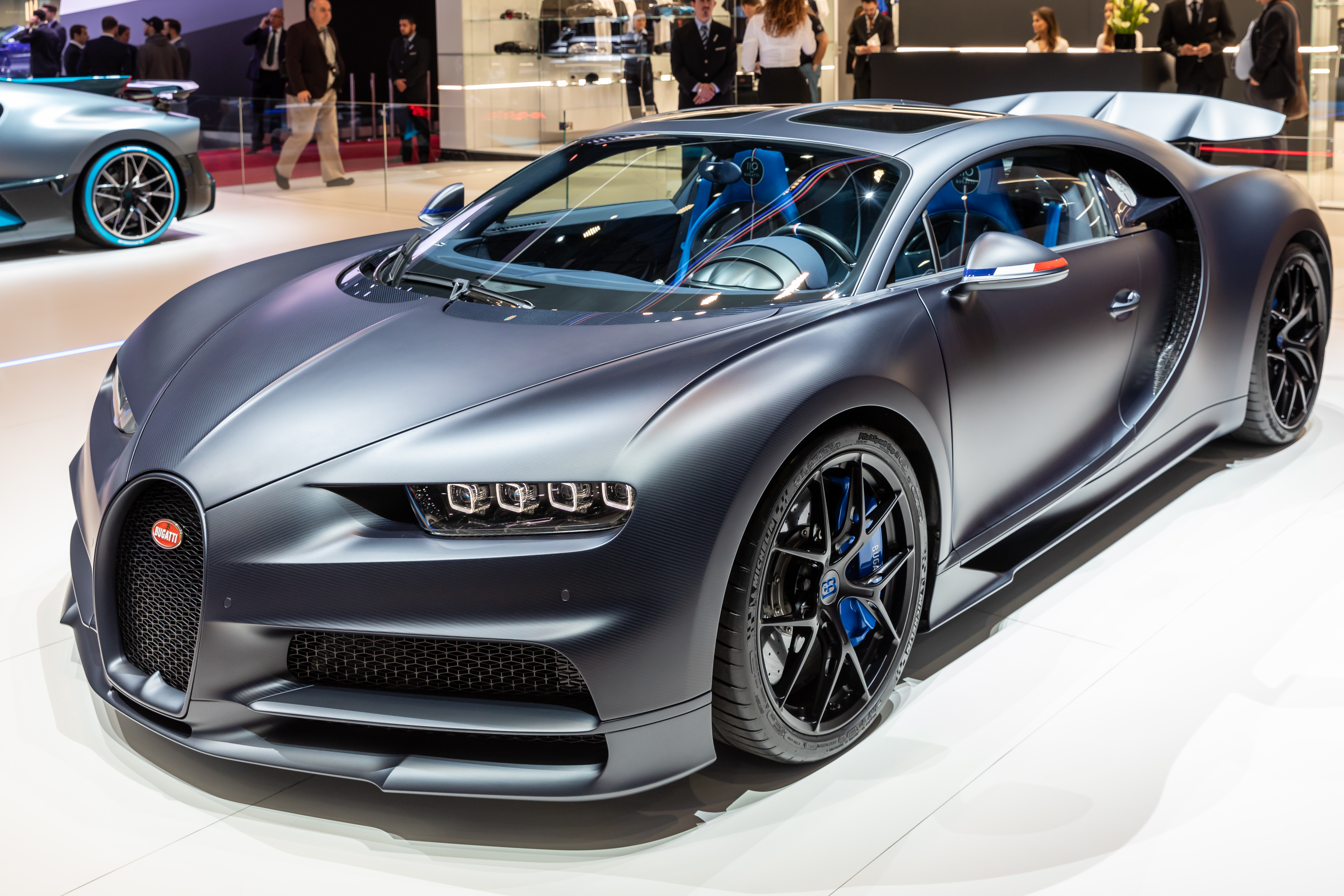
En el Salón del Automóvil de Ginebra de 2019.

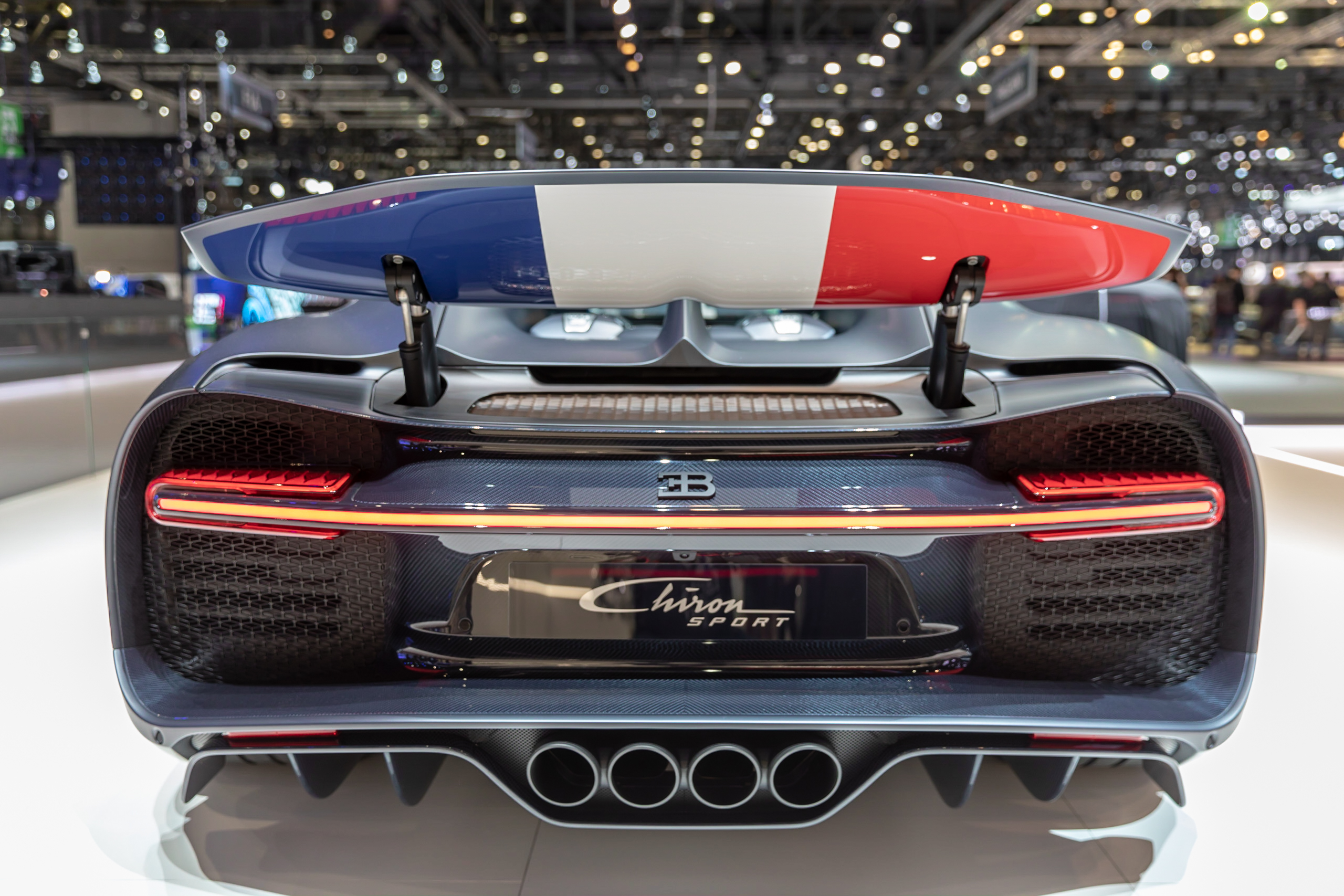
Vista trasera con la bandera de Francia en el spoiler en Le Grand-Saconnex.

Para celebrar los 110 años de la marca, Bugatti ha creado una serie especial llamada Chiron Sport "110 Ans Edition" para rendir tributo a Francia, cuya producción estaría limitada a únicamente 20 unidades.
Se distingue del Chiron Sport por una decoración con motivos del país galo, con un color "Steel Blue" (azul metálico) en acabado mate, además de elementos decorados con la bandera azul, roja y blanca, como las carcasas de los espejos retrovisores, la parte inferior del alerón trasero y la tapa del depósito que lleva grabada la inscripción de la edición.
Está presente la fibra de carbono y detalles de contraste en negro mate, como los rines o las salidas de escape. El estilo francés también se puede ver en el interior con otros detalles, como el tapizado en cuero bitono, que combina los azules oscuro y claro, además de la bandera en la parte central de los asientos y el logo de la edición bordado en las cabeceras. También monta de serie el techo panorámico de cristal "Sky View".
No presenta cambios en el apartado mecánico.

### Chiron Super Sport 300+

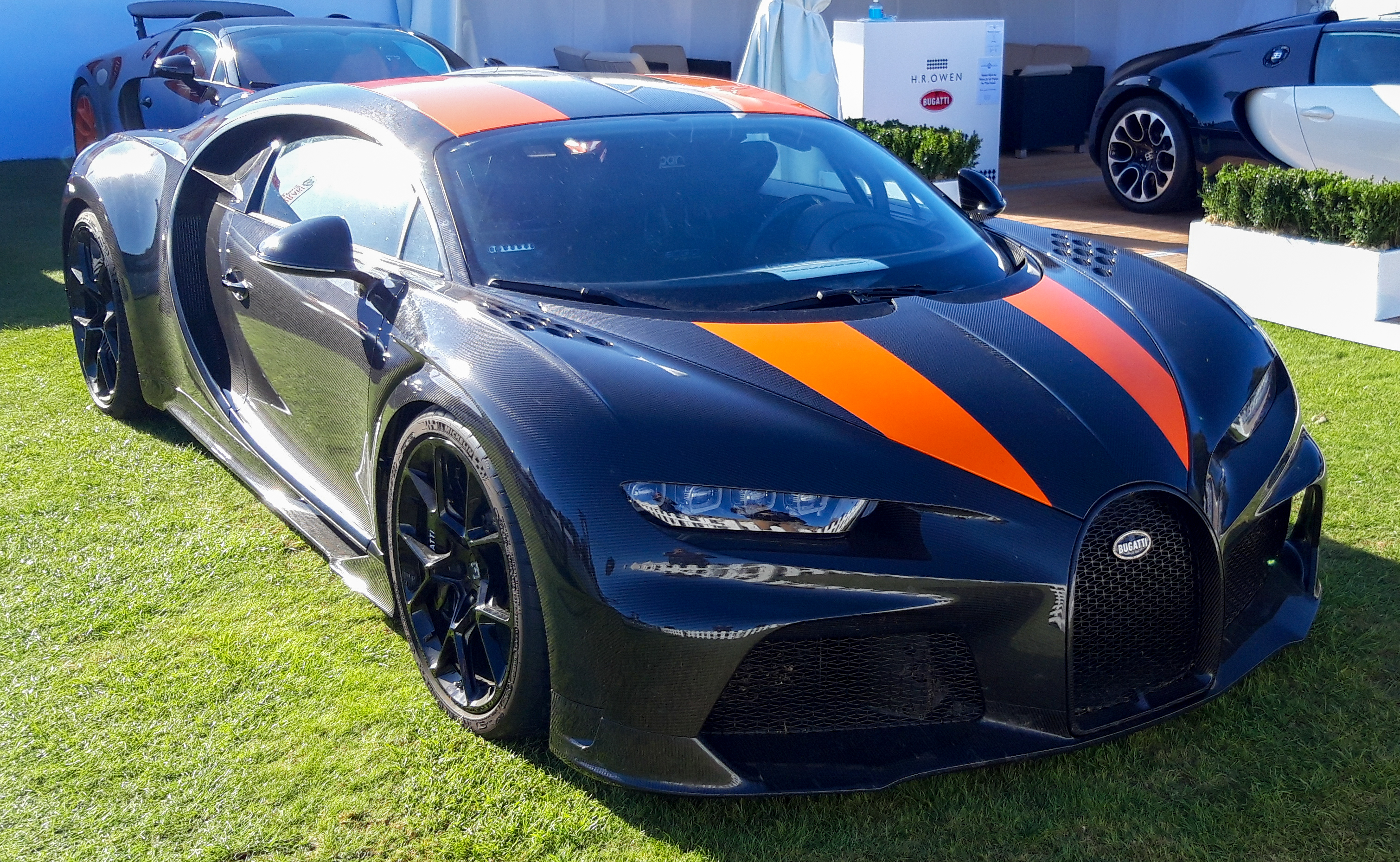
En el salón privado del Concurso de la Elegancia, en el Palacio de Blenheim en 2020.

Se basa en la unidad concebida para alcanzar el récord de velocidad que consiguió a principios de agosto de 2019.
Además de inmortalizar al Chiron, también ha sido lanzada con motivo de los 110 años que cumple la marca, aunque a principios de 2019 ya habían lanzado una versión exclusiva limitada a 20 unidades y con la bandera de Francia.
Su producción también está limitada a solamente 30 unidades, con un precio de 3 500 000 € cada una. Las entregas están fijadas para mediados de 2021.
Se diferencia del modelo de serie en incrementar la potencia a 1600 CV (1578 HP; 1177 kW), es decir, 100 CV (99 HP; 74 kW) más que la versión convencional. Dispone de la misma configuración aerodinámica de la unidad que superó los 490 km/h (304 mph). 
Entre algunas de las modificaciones que presenta, se han ensanchado las entradas de aire ubicadas en el frontal, además de incorporarse nuevas salidas de aire sobre las ruedas delanteras. La zaga también ha sido rediseñada, alargándose en 25 cm (9,8 pulgadas), junto con los novedosos difusor trasero y sistema de escape.
En cuanto a su estética, se presenta en negro y con detalles en naranja, los mismos colores del Veyron Super Sport que estableció un nuevo récord años antes.
El último ejemplar fue entregado el 21 de julio de 2022, terminando así la producción de todas las versiones del modelo.

### Chiron Pur Sport
Se presentó en el Salón del Automóvil de Ginebra de 2020, cuya producción estaría limitada a 60 unidades a un costo de 3 000 000 € antes de impuestos, misma que comenzaría durante la segunda mitad de 2020.
Se distingue por ser 19 kg (42 libras) más ligero, para un total de 1976 kg (4356 libras), además de nuevos elementos aerodinámicos y ajustes específicos en su suspensión, transmisión, frenos más ligeros de titanio y nuevos rines de magnesio ultraligeros, cuyo diseño a base de círculos concéntricos en combinación con diez finos radios, contribuyen a mejorar la carga aerodinámica.
Su potencia se queda en los mismos 1500 CV (1479 HP; 1103 kW) de la versión estándar, aunque el régimen se eleva hasta las 6900 rpm, gracias a su transmisión modificada en un 80 %, que cuenta con nuevos engranajes que permiten desarrollos más cortos.
Adicionalmente, se ha revisado la suspensión adaptativa, incluyendo nuevos amortiguadores un 65% y 33% más rígidos en el eje delantero y trasero, respectivamente. También se ha modificado el grado de inclinación de la suspensión, añadiendo estabilizadores de carbono para minimizar el balanceo y mejorar su agilidad en curvas, lo cual contribuye a que su carrocería sea un 130% más firme delante y un 77% detrás.
Estéticamente, difiere por una nueva pintura exterior que deja la fibra de carbono a la vista en su tercio inferior, lo que hace que parezca estar más cerca del suelo. Su difusor trasero ha sido ajustado e integra dos nuevas salidas de escape en titanio impreso en 3D de alta resistencia.

### Chiron Noire
En el Chiron Noire Élegance, lucen los paneles de fibra de carbono, la parrilla encierra un nuevo diseño con el emblema de la marca en el centro, creado en plata sólida esmaltada. Las pinzas (cálipers) de freno en negro se esconden detrás de unos rines de nuevo diseño y la emblemática "C" de la carrocería se perfila en aluminio pulido. Otros detalles incluyen la tapa del motor y los retrovisores en carbono negro y aluminio, además de la inscripción "Noire" en los paneles laterales y bajo el alerón trasero. En el habitáculo interior hay con tonalidades específicas y las inscripciones del modelo.
Por su parte, el Chiron Noire Sportive tiene acabados mate para sus paneles de fibra de carbono, incluyendo este acabado en la C de los laterales, los rines, el separador ("splitter") delantero o la parrilla. Las cuatro salidas de escape están hechas de titanio acabado en negro, al igual que la tapa del motor. En el interior hay más negro que en la versión Élegance, que se extiende por los botones, controles, volante, consola y manijas de las puertas.
A nivel mecánico ambas versiones utilizan el mismo motor de la versión estándar sin mayor cambio.
La producción de estas versiones exclusivas, está limitada a 20 unidades para todo el mundo a un precio de 3 000 000 €, cuyas entregas comenzarían en la primavera de 2020.

### La Voiture Noire

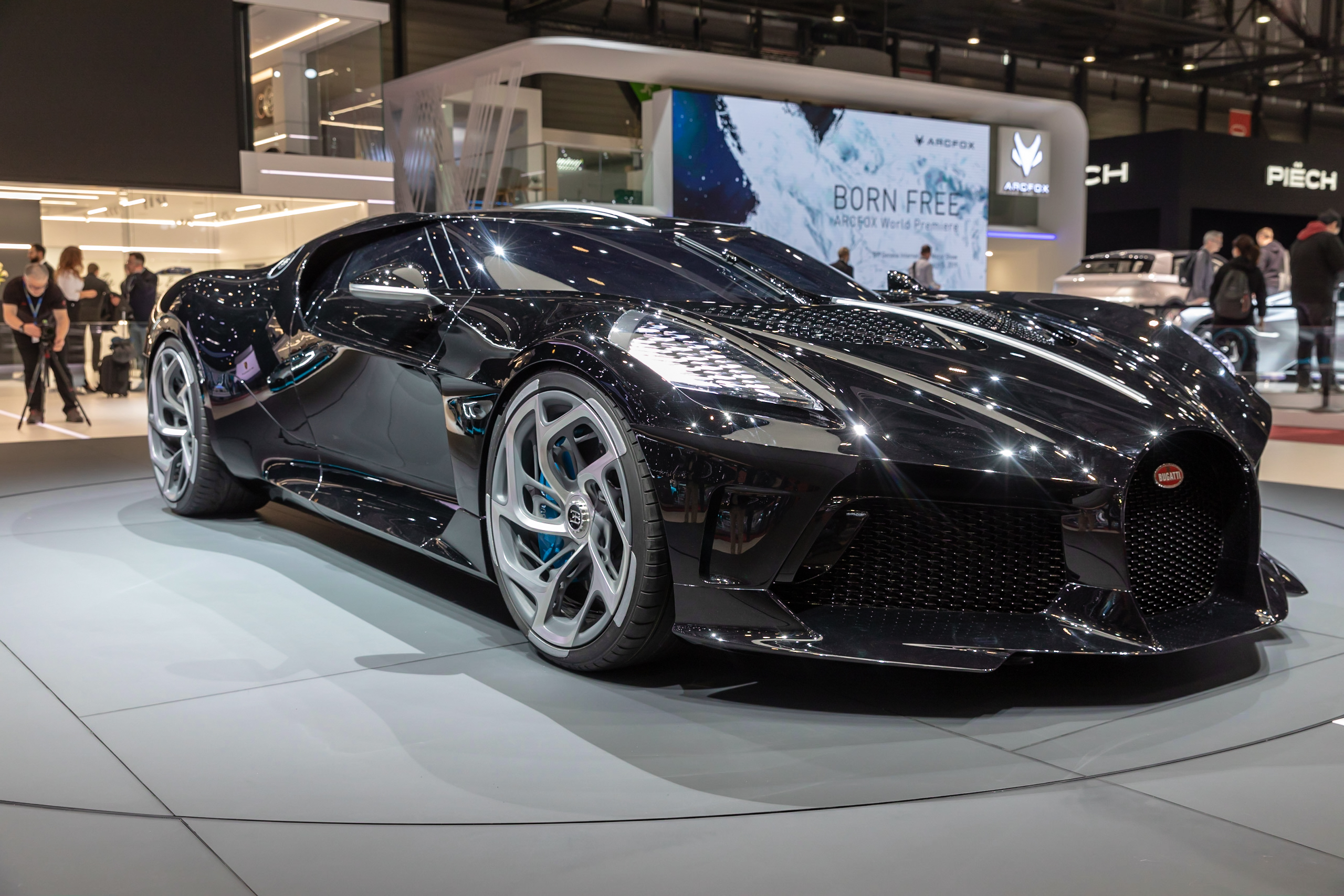
En el Salón del Automóvil de Ginebra de 2019 en Le Grand-Saconnex.

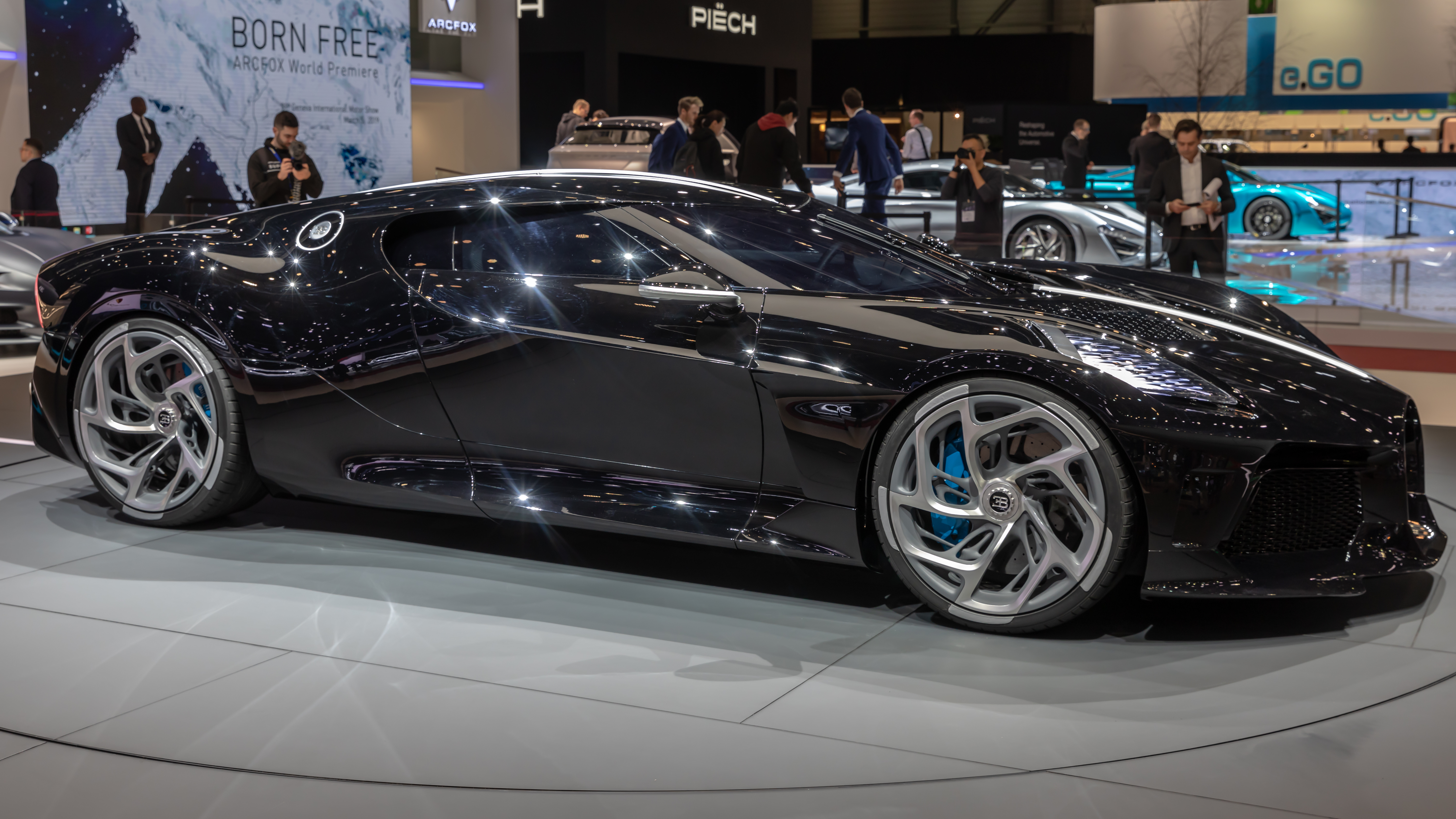
Vista lateral.

Es un ejemplar único ("one-off") que fue presentado en el Salón del Automóvil de Ginebra de 2019 como el automóvil nuevo más caro de la historia, con un costo de 11 000 000 €. Fue creado para celebrar los 110 años desde que Ettore Bugatti fundó la marca en 1909. Fue diseñado por el director de diseño de Bugatti Étienne Salomé, quien inspirado en la obra maestra de Jean Bugatti, revisó estéticamente el Chiron sin cambiar su plataforma.
El frente alargado es similar al del Bugatti Divo, con su característico faldón inferior, pero sin precedentes en cuanto a los faros y las aperturas de ventilación en el cofre, el cual se funde con la apertura pronunciada del radiador en forma de herradura. Los costados son extremadamente limpios, con una reinterpretación de la "Línea C" más suave y conectada con el techo que enmarca el parabrisas y las ventanas laterales, rediseñadas sin ningún soporte vertical visible. Desde la parte delantera hasta la trasera, una aleta central de aluminio reproduce el elemento estilístico más particular del Type 57 SC Atlantic, incluso si en este caso no es tan funcional como sucedió en el vehículo de la década de 1930, en el que la mitad izquierda y la derecha de la carrocería estaban remachados a lo largo de este elemento en particular. La parte trasera ha sido totalmente rediseñada, con solamente un led curvo para los grupos ópticos, una cubierta integral que oculta el motor, el alerón trasero móvil y los seis tubos de escape característicos. Un rótulo con la palabra Bugatti escrita en mayúsculas queda integrado por encima de la matrícula. La carrocería totalmente en fibra de carbono está confeccionada a mano y pintada en color Deep Black Gloss. Los rines de aleación tienen un diseño especial.
Utiliza el mismo motor del Chiron estándar.

### L’Ultime
Después de 8 años en activo, se presentó a finales de mayo de 2024 el último de las 500 unidades que se construyeron. Para su despedida, se usaron combinaciones de colores como el Racing Blue o el Atlantic Blue, tanto en la carrocería como también en los rines, separados por la línea "C" fresada en aleaciones de aluminio pulida a mano de manera artesanal.
Otros detalles incluyen algunos nombres escritos a mano en los costados de la carrocería de lugares clave, tales como: el circuito Paul Ricard, Ginebra por el Salón del automóvil donde se presentó en 2016, Molsheim, entre otros. También se ha agregado la bandera de Francia en los espejos y en la zona baja al frente de las llantas traseras con el #500, así como un grabado a mano sobre la cubierta del motor.
Su interior luce un lujoso cuero también en tonalidades azul, emblemas especiales, insertos en fibra de carbono, entre otros detalles más, mientras que su planta motriz sigue siendo el mismo W16 tetra turbo del resto de la gama.

## Récords

### Aceleración y frenada
En el Salón del Automóvil de Fráncfort de 2017, Bugatti presentó al Chiron había roto el récord de tiempo de aceleración más rápido de 0–400 km/h (249 mph)–0, al conseguirlo en 41.96 segundos a lo largo de 3,2 km (2 millas) en el óvalo de alta velocidad de Ehra-Lessien, conducido por el expiloto de Fórmula 1 colombiano Juan Pablo Montoya.
Se le agregó una decoración adicional al estar en exhibición para confirmar que fue el mismo auto que rompió dicha marca. Durante el evento, Bugatti también mencionó que durante la carrera, el coche aceleraba de 0 a 100 km/h (62 mph) en 2,4 segundos, de 0 a 200 km/h (124 mph) en 6,1 segundos, de 0 a 300 km/h (186 mph) en 13,1 segundos y 0 a 400 km/h (249 mph) en 32,6 segundos, lo que en conjunto también hace que el Chiron sea más rápido que su predecesor, el Veyron.

### Velocidad máxima
El 2 de agosto de 2019, el piloto de pruebas de Bugatti, Andy Wallace, alcanzó una velocidad de 490,48 km/h (304,77 mph) en un prototipo de preproducción Chiron Super Sport 300+ en la pista de pruebas de Volkswagen en Ehra-Lessien. La velocidad fue verificada por el TÜV (la Asociación de Inspección Técnica de Alemania), siendo la primera vez que un vehículo de producción rompe la barrera de las 300 mph (483 km/h). Sin embargo, esta velocidad no se logró utilizando un modelo de producción y la velocidad máxima de los modelos de producción permanece sin probar.
La longitud total del automóvil se incrementó en 249 mm (9,8 pulgadas), estando equipado con un sistema de altura de manejo controlado por láser para reducir la resistencia y, para reducir todavía más la resistencia y ayudar a la aerodinámica, se eliminó el alerón trasero controlado electrónicamente al ser reemplazado por una parte trasera más larga que incorpora un alerón trasero con una sección transversal corta. Se agregó una jaula antivuelco completa por razones de seguridad y el asiento del pasajero se eliminó para dar paso al equipo de datos utilizado para validar el registro. El automóvil incorpora un sistema de escape introducido por primera vez en el Centodieci para reducir todavía más la resistencia aerodinámica. Mecánicamente, el motor se modificó para generar una potencia máxima de 1600 CV (1578 HP; 1177 kW) y sin cambios en la caja de cambios ni en el sistema de tracción total.

## Chiron Lego

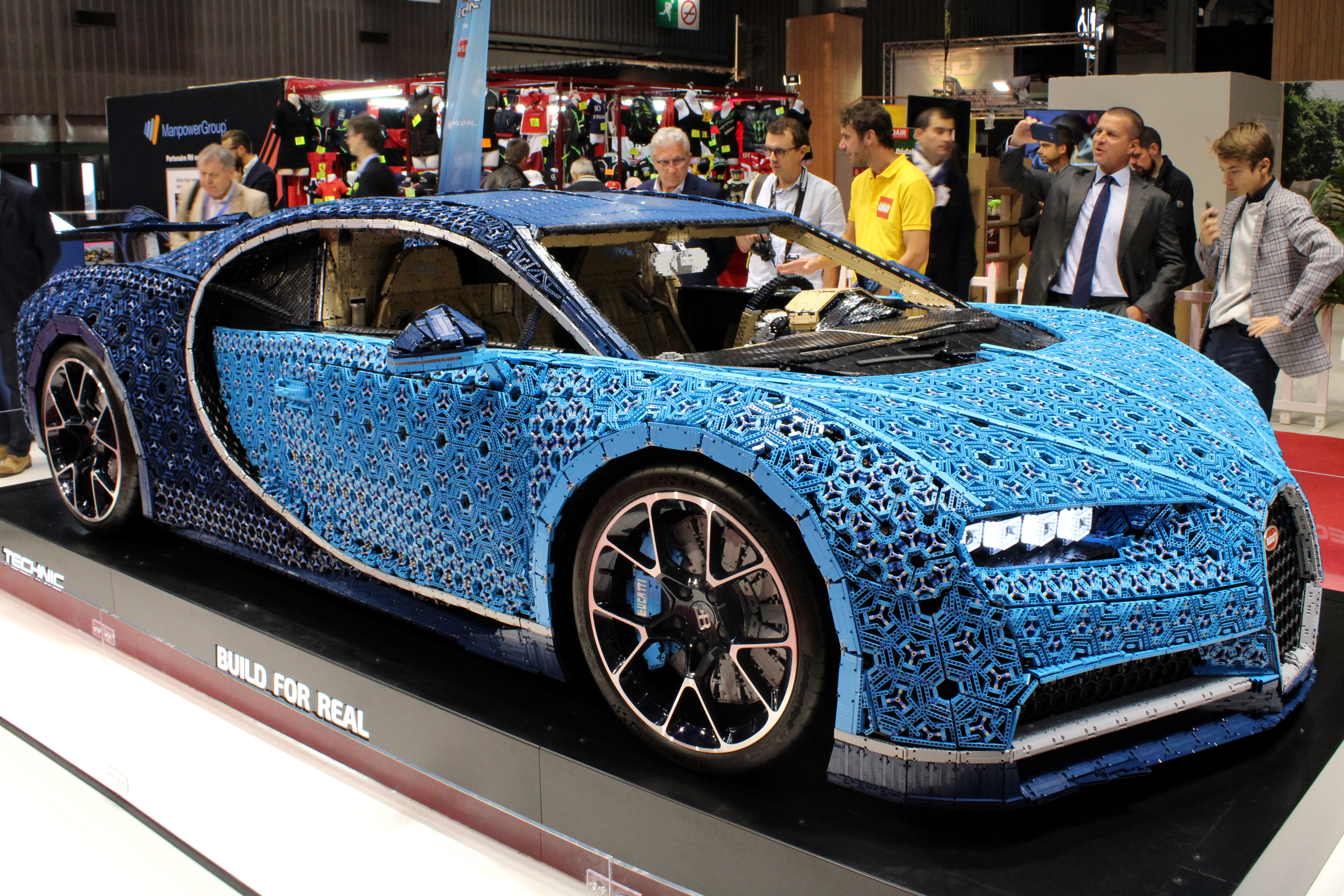
Chiron Lego en el Salón del Automóvil de París de 2018.

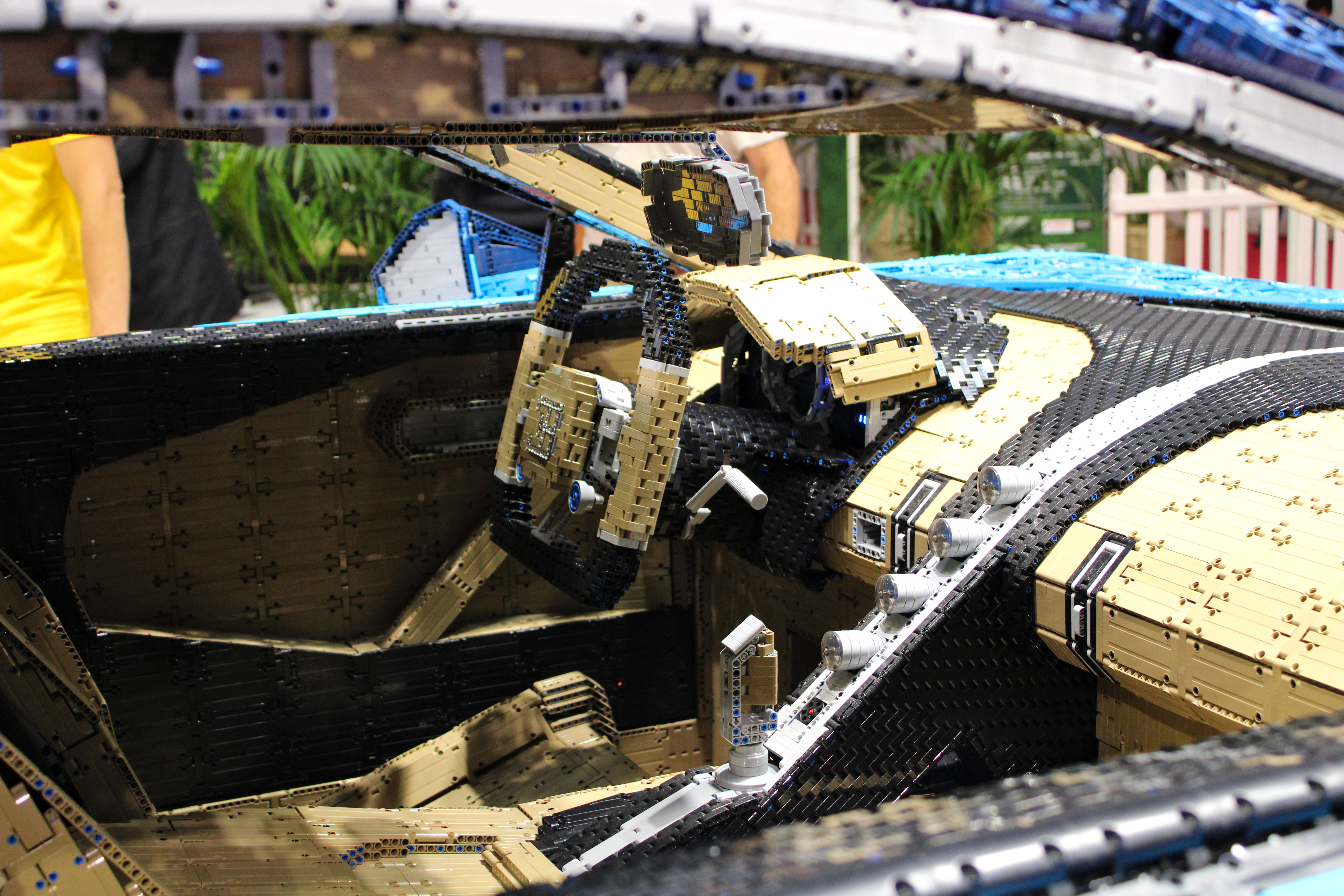
Habitáculo interior.

Los diseñadores de la unidad Technic de LEGO, se dieron a la tarea de armar un Bugatti Chiron de las mismas medidas del modelo original, al menos con el 90 por ciento de sus piezas fabricadas por dicha compañía de juguetes. Todo se armó sobre una plataforma de acero que pudiera soportar el peso de los elementos, el del conductor y se pudiera alzar para transportarlo.
El motor fue pensado después de que probaran diferentes materiales, tales como: kevlar, fibra de carbono y metal, los cuales no lograron la flexibilidad requerida para hacer rodar al vehículo armado a presión sin tornillos ni pegamento.
Por otra parte, forzosamente tuvieron que usar elementos externos, como las llantas que deben ser perfectamente concéntricos, lo cual no se logra con las partes de Lego, por lo que para agregarle realismo, se usaron los originales de un Chiron.
Fueron utilizadas un total de un millón de piezas de todos los tamaños y formas, de las cuales 339 eran de diferentes tipos. También se usaron un total de 2304 motores eléctricos de una juguetería danesa para lograr una potencia de 5,3 CV (4 kW) y un par de 92 N·m (68 lb·pie), con lo que lograron impulsarlo hasta una velocidad de 20 km/h (12,4 mph), con un peso de 1500 kg (3307 libras). Se requirieron un total de 13 438 horas para armar el vehículo.
Posteriormente, fue llevado a la misma pista de Ehra-Lessien donde el coche real logró el famoso nuevo récord y, después de algunos ajustes para poder hacer arrancar el motor, fue el propio Andy Wallace quien tuvo el honor de conducirlo.